# La Belle que voilà
Pour plus de détails, voir Fiche technique et Distribution.
La Belle que voilà est un film français réalisé par Jean-Paul Le Chanois en 1949, sorti en 1950. Le titre fait référence à la chanson enfantine Nous n'irons plus au bois.

## Synopsis
Les amours contrariées et dramatiques d'un sculpteur et d'une danseuse étoile.

## Fiche technique
- Titre : La Belle que voilà
- Réalisation : Jean-Paul Le Chanois, assisté de Marc Maurette et Ralph Habib
- Scénario : Françoise Giroud et Jean-Paul Le Chanois d'après le roman Die Karriere der Doris Hart (La Carrière de Doris Hart) de Vicki Baum[1]
- Décors : Max Douy
- Costumes : Germaine Lecomte et Jacques Fath (robes), Tristan Maurice (costumes de danse)
- Maquillage : Boris Karabanoff, Louis Bonnemaison
- Photographie : Armand Thirard
- Son : Antoine Archimbaud
- Montage : Emma Le Chanois
- Musique : Joseph Kosma
- Chorégraphie : Janine Charrat, Edmond Audran, Irina Grjebina
- Production : Joseph Bercholz, Édouard Gide
- Société de production : Les Films Gibé
- Sociétés de distribution : Pathé Consortium Cinéma, puis : Tamasa Distribution
- Pays d'origine :  France
- Langue : français
- Format : Noir et blanc - 1,37:1 - 35 mm - Son mono
- Genre : Mélodrame
- Durée : 115 minutes
- Date de sortie : 
  - France : 22 avril 1950

## Distribution
- Michèle Morgan : Jeanne Morel
- Henri Vidal : Pierre Leroux
- Henri Arius : Tordo, le patron de l'hôtel
- Jean Debucourt : M. de la Brunerie
- Édouard Delmont : Un gardien de prison
- Jean d'Yd : Ceccati
- Marcelle Géniat : Varbara Ostovska
- Bernard Lancret : Edmond Reybaud de la Brunerie
- Léo Lapara : le chirurgien
- Gérard Oury : Bruno
- Jean Pâqui : Renaud, l'ingénieur
- Ludmila Tcherina : Mireille Oslava
- Jean Temerson : Théophile
- Jean Ozenne : Lord Floerdew
- Gabriel Gobin : le machiniste
- Harriet Toby : Tania
- Bréols : un codétenu
- Julien Maffre : un codétenu
- Edmond Ardisson : le second gardien de prison
- Mag-Avril : Adélaïde
- Jacques Josselin
- Jérôme Goulven : le sculpteur
- Gaston Modot : le concierge
- Edmond Audran le danseur étoile
- Titys : un locataire
- Jean Sylvère : le releveur de compteurs électriques

et non-crédités
- Robert Le Béal : un invité à la surprise-partie
- Maurice Chevit :le photographe
- Joe Davray : un joueur de poker
- Liliane Ernout : une invitée à la surprise-partie
- Gilberte Géniat : la femme de chambre
- Jenny Hélia : Madame Lorenzi
- Léon Larive : un gardien de prison
- Fransined : un gardien de prison
- Jean-Paul Le Chanois : l'infirmier
- Georges Montal : un journaliste
- Sylvain : un client du restaurant
- Pierre Ferval : un client du restaurant
- Charles Bayard : un invité à la première du ballet
- Simone Chambord : une joueuse de poker
- Géo Forster : le critique

## Production
Le tournage a eu lieu du 28 novembre 1949 au 28 janvier 1950 à Paris, aux studios de Joinville et aux studios de Saint-Maurice.